# Wereldkampioenschap wegrace 1983
Het wereldkampioenschap wegrace seizoen 1983 was het 35e in de geschiedenis van het door de FIM georganiseerde wereldkampioenschap wegrace. Dit was het laatste seizoen voor de 50cc-klasse.

## Algemeen

### FIM
- Het wegvallen van de 350cc-klasse had een positief effect op de 250cc-klasse. 350cc-coureurs konden moeilijk opklimmen naar de 500cc-klasse omdat de fabrieksteams juist gingen inkrimpen en geen nieuwe coureurs konden gebruiken. Bovendien klommen een aantal coureurs uit de 125cc-klasse wel op en vaak beheersten een groot aantal merken in elk geval de trainingen: Yamaha, Chevallier, Pernod, Kawasaki en een aantal merken met Rotax-motoren.

### Merken/teams
- Cagiva hield vertrouwen in Jon Ekerold en huurde ook Virginio Ferrari als fabriekscoureur in, maar beiden scoorden geen punten. Tegen het einde van het seizoen hield Ekerold het voor gezien. Hij kocht een gebruikte Suzuki RG 500 van Boet van Dulmen.
- De bouw van de Honda-racers werd ondergebracht bij een nieuw bedrijfsonderdeel: Honda Racing Corporation (HRC). Het fabrieksteam bestond uit Freddie Spencer, Marco Lucchinelli, Takazumi Katayama en Ron Haslam. De lang verwachte 250cc-racer kwam in 1983 nog niet.
- De KNMV voorzag een stormloop op de beperkt leverbare Honda RS 500-productieracers (waarvan slechts 25 stuks gemaakt zouden worden) en stelde zich in december 1982 op verzoek van Jack Middelburg voor 170.000 gulden garant voor twee van dergelijke machines plus reserve-motorblokken, zonder vooraf te weten welke coureur(s) voldoende sponsorgeld zouden genereren om de machines af te nemen. Boet van Dulmen verwachtte al dat de machines naar Jack Middelburg zouden gaan en bood KNMV-secretaris Jos Vaessen bij de "Sportman/sportvrouw van het jaar"-verkiezing van de AVRO een envelop met 80.000 gulden aan voor één RS 500 met reserveblok, maar Vaessen kon dat niet aannemen. Uiteindelijk werden de twee Honda's extra gebouwd en geleverd aan Jack Middelburg, maar te laat om aan de eerste Grand Prix te kunnen deelnemen.
- MBA had al in 1982 aangekondigd niet meer als fabrieksteam deel te nemen en deed dat ook niet. De sport werd te duur en bovendien was constructeur Jörg Möller vertrokken. Ricardo Tormo kreeg voor de 125cc-klasse wel wat extra ondersteuning van de fabriek.
- Suzuki bracht alle fabrieksmachines onder de vlag van het sigarettenmerk HB, dat vooral de Duitse markt bediende. Voor een deel werd het Britse Heron-Suzuki verantwoordelijk en daar bleef Randy Mamola in dienst, maar dit team werd ook verantwoordelijk voor de Duitser Toni Mang. Mang kreeg van het team wel een productieracer om eerst aan het vermogensverschil met een 350cc-motor te kunnen wennen. HB sponsorde ook het Gallina-Suzuki team met Franco Uncini en Loris Reggiani. De fabriek hield wel de touwtjes strak in handen. Het ging echter niet goed met de beide fabrieksteams van Suzuki: Mang kreeg een ski-ongeval voor het seizoen en reed pas eind juli zijn eerste volledige race, Loris Reggiani raakte tijdens de Franse GP ernstig geblesseerd en Franco Uncini werd voor de rest van het seizoen uitgeschakeld bij een ongeval tijdens de TT van Assen. Als vervanger voor Uncini stelde Suzuki-GB Barry Sheene voor, maar Roberto Gallina had een voorkeur voor Sergio Pellandini. De Suzuki-fabriek hakte de knoop door en koos voor Boet van Dulmen. Tijdens de pauze tussen de Belgische- en de Britse GP testte van Dulmen een 1983-fabrieksracer, terwijl Pellandini een 1982-exemplaar kreeg. Aan het einde van het seizoen besloot Suzuki te stoppen met de inzet van een fabrieksteam.
- Yamaha besloot met sponsor Marlboro in zee te gaan en daardoor werd Marlboro-Yamaha-teamchef Giacomo Agostini nu ook manager van het fabrieksteam als vervanger van Kel Carruthers, die als chefmonteur bij het team bleef. De coureurs waren Kenny Roberts en Eddie Lawson. Zij kregen de verbeterde Yamaha OW 70-W-4, maar die kreeg Marc Fontan ook via de Franse importeur Sonauto.

### Coureurs
- Jacques Cornu kreeg na de GP van Duitsland te maken met een dilemma. Hij stond er goed voor in de 250cc-klasse, maar had met Kawasaki en contract voor het WK endurance, waardoor hij drie GP's zou moeten missen. Hij wilde wel proberen om daar onderuit te komen, maar had nog een tweede probleem: de enduranceraces brachten geld op, het 250cc-kampioenschap kostte geld.
- Nog vóór de eerste Grand Prix werden bij Paolo Ferretti twee motoren gestolen: Een Yamaha TZ 250 en een Suzuki RGB. In april werd Virginio Alberghini tweede bij een nationale race in Vallelunga met een RG 500 die herkend werd aan enkele unieke details. De machine werd in beslag genomen, zodat Ferretti hem nog niet kon gebruiken. Hij had van zijn voormalige werkgever MBA een 250cc-racer te leen gekregen en zelf al een nieuwe Suzuki gekocht.
- Eddie Lawson was zelf wat verrast dat hij als tweede rijder naast Kenny Roberts door Marlboro-Yamaha werd aangetrokken. Hij had in de Verenigde Staten goed gepresteerd met de Kawasaki KR 500, en hoopte op een WK-contract voor 1983, maar Kawasaki stopte met WK-races. Lawson's manager Gary Howard was ook de manager van Kenny Roberts en dat opende de deur bij Yamaha.
- Barry Sheene keerde in het seizoen 1983 terug naar Suzuki, maar wel met een productie-Suzuki RGB. Hij moest oppassen niet te vallen, want na zijn val in Silverstone, waarbij hij bijna beide benen verloor, zat hij nog vol bouten en platen en een nieuwe beenbreuk kon hij zich niet veroorloven.
- Jean-Louis Tournadre verklaarde begin 1983 dat hij in geen geval meer in de 250cc-klasse zou starten. Hij hoopte op een 500cc-productieracer van de Franse Honda-importeur, maar die leverde een Honda RS 500 aan Raymond Roche. Uiteindelijk startte de regerende wereldkampioen toch met een 250cc-Yamaha, maar hij had een zeer teleurstellend seizoen waarin hij geen enkel punt scoorde.

#### Overleden
- Half februari overleed Andrez Ippolito. Hij was de directeur van Venemotos, de Venozolaanse Yamaha-importeur, maar ook de drijvende kracht achter de Grand Prix van Venezuela en de Grand Prix van Argentinië. Tevens was hij oprichter van de Zuid-Amerikaanse motorsportbond, voorzitter van de motorsportbond van Venezuela en lid van de wegracecommissie van de FIM. Ippolito werd 59 jaar en stierf door een hartaanval.
- Op dinsdag 29 april verongelukte Iwao Ishikawa tijdens zijn werk als testrijder voor Suzuki. Hij werd aangereden door Loris Reggiani doordat diens remmen weigerden. Ishikawa overleed door hersenletsel.
- Tijdens de GP van Frankrijk op 3 april raakte Michel Frutschi zwaargewond toen hij in de vijfde ronde van de 500cc-race een paal raakte. Hij raakte buiten bewustzijn en overleed in het ziekenhuis van Le Mans.
- Guido Paci verongelukte op 10 april tijdens de tweede manche van de 200 Mijl van Imola.
- Rolf Rüttimann verongelukte op 12 juni tijdens de 125cc-race van de Grand Prix van Joegoslavië.
- Op 31 juli verongelukten Norman Brown en Peter Huber tijdens de 500cc-race van de Britse Grand Prix.

#### Gestopt
- Kork Ballington had in 1982 nog helemaal geen plannen om te stoppen met wegracen, maar hij ging in op een aanbod van Kawasaki-Zuid-Afrika om teammanager te worden van de Kawasaki Endurance- en motorcrossteams.
- Graeme Crosby werd niet meer opgenomen in het team van Marlboro-Yamaha dat nu het officiële fabrieksteam werd en naast Kenny Roberts de jonge Eddie Lawson aantrok. Crosby ging zich bezighouden met toerwagenraces in Australië
- Toen het Marlboro-Yamaha-team van Giacomo Agostini officieel fabrieksteam werd, moest naast Graeme Crosby ook Graziano Rossi het veld ruimen. Graziano Rossi ging enige tijd verder in de rallysport.
- Pas eind april maakte de Fin Seppo Rossi bekend dat hij gestopt was met racen. Hij kon via de Finse Importeur een Honda RS 500 R krijgen, maar wist het geld niet bij elkaar te krijgen.
- Na de laatste 250cc-GP besloot Jean-Louis Tournadre zijn carrière te beëindigen. Hij had als regerend wereldkampioen het seizoen af moeten sluiten zonder een enkel punt gescoord te hebben.
- Ergens gedurende het seizoen bleek de Fin Pekka Nurmi gestopt te zijn en zijn motoren verkocht te hebben. Ook Jon Ekerold beëindigde zijn carrière. Aan het einde van het seizoen stopten ook Bernard Fau en Christian Estrosi. Kenny Roberts had al aan het begin van het jaar aangegeven dat dit zijn laatste seizoen zou zijn.
- Na de GP van San Marino besloot ook Claudio Lusuardi zijn carrière te beëindigen. Hij vond het beeïndigen van de 50cc-klasse een mooi moment, hij wilde niet meer aan de 80cc-klasse beginnen.

### Races
Zuid-Afrika, Kyalami
In Juni 1982 besloot de FIM een Grand Prix toe te wijzen aan Zuid-Afrika, op voorwaarde dat de organisatie op een vergelijkbaar niveau zou staan als de GP van Argentinië. Dat betekende dat er naast start- en prijzengelden ook een behoorlijke reiskostenvergoeding moest zijn. Wel kreeg men ontheffing van de regel dat er ten minste vier klassen moesten rijden. Zo kwamen alleen de 250- en de 500cc-klasse aan de start. De teams hadden problemen met het vinden van de juiste carburatie-afstelling door de ijle lucht op 1700 meter hoogte, maar ook met het vinden van de juiste gearing vanwege het lange rechte stuk waar een flink dalend gedeelte in zat. 
Frankrijk, Le Mans
Na de temperaturen van meer dan 35 °C in Zuid-Afrika was de Franse Grand Prix een koude douche. De regen kwam dicht in de buurt van natte sneeuw. De Franse GP werd gekenmerkt door een groot aantal valpartijen, waarvan twee met dodelijke afloop. 
Nations Grand Prix, Monza
De Italiaanse Grand Prix trok slechts 20.000 toeschouwers. Dat was te wijten aan de hopeloos verouderde en vervallen tribunes die bovendien slechts weinig uitzicht op de baan boden. De Italianen kwamen dan ook liever naar de trainingen kijken om op de racedag voor de TV te gaan zitten. De warm-up in de ochtend moest op een natte baan worden gereden, maar tijdens de races was het vrijwel droog. De overmacht van de Amerikanen in de 500cc-klasse manifesteerde zich voor het eerst in deze Grand Prix met een volledig Amerikaans podium. 
Duitsland, Hockenheim
De Duitse Grand Prix, verreden voor ongeveer 100.000 toeschouwers, werd ernstig gehinderd door het wisselvallige weer. De lichte klassen werden zonder problemen verreden, maar de 250cc-race werd onderbroken door een regenbui en de 500cc-race werd vervroegd afgebroken. De organisatie besloot meer rijders dan normaal tot de races toe te laten (in de 250cc-klasse bijvoorbeeld 50 in plaats van 40). Sommige coureurs klaagden dat er daardoor te veel inhaalacties van achterblijvers zouden zijn, maar dat was op een breed circuit van bijna 7 km lengte niet zo'n probleem. Voor sommige coureurs die volgens de gradinglist geen start kregen was het een uitkomst. Zo konden bijvoorbeeld Bernard Fau en Guy Bertin starten. 
Spanje, Jarama
De 70.000 toeschouwers in Spanje kregen spannende races te zien. Was het normaal alleen de 250cc-klasse die spannende races te zien gaf, nu was dat ook zo in de meeste andere klassen, waarbij Kenny Roberts en Freddie Spencer voor het grootste spektakel zorgden. In de 50cc-klasse was Eugenio Lazzarini na deze race al bijna wereldkampioen, maar in de 250cc-klasse werd de lijst van titelkandidaten alleen maar langer. 
Oostenrijk, Salzburgring
De belangrijkste verandering van de Oostenrijkse Grand Prix werd eigenlijk nauwelijks opgemerkt: men was eindelijk van de races in eind-april/begin-mei afgestapt. Daardoor waren er voor het eerst sinds jaren geen problemen met sneeuwval. Dit keer moest echter de 250cc-race in twee manches worden verreden door de regen en werd de start van de 125cc-race vertraagd door een rijdersstaking. 
Joegoslavië, Rijeka
Er was nog steeds kritiek op de veiligheid van het Automotodrom Grobnik, dat weliswaar een permanent circuit was, maar nog steeds stonden de vangrails veel te dicht langs de baan, terwijl ze niet overal afgeschermd waren door strobalen. Bovendien was het de vraag waarom die vangrails er überhaupt stonden, want het circuit was veel te smal voor autoraces en voor motorrijders waren ze levensgevaarlijk. Door het verongelukken van Rolf Rüttimann nam de kritiek nog toe. 
Dutch TT, Assen
Voor 140.000 toeschouwers scoorde Kenny Roberts zijn eerste zege in de TT Assen, maar de Grand Prix werd overschaduwd door een ernstig ongeval van Franco Uncini. Aan de TT van Assen werd een race om het wereldkampioenschap Formula One toegevoegd, een vervanging van de weggevallen race op het circuit van Vila Real. Daardoor werd de WK-status behouden, want de FIM eiste daarvoor ten minste drie wedstrijden. De zijspanklasse werd niet als sluitstuk van de dag verreden, maar nog voor de middagpauze. Daarmee werd voorkomen dat het (meestal buitenlandse) publiek dat niet geïnteresseerd was in de zijspanrace de tribunes voortijdig zou verlaten.
België, Spa-Francorchamps
De komst van de Grand Prix Formule 1 naar Spa-Francorchamps was feitelijk een zegen voor de motorcoureurs. De macht van Bernie Ecclestone zorgde voor een verbeterd circuit, een groter geasfalteerd deel van het rennerskwartier, nieuwe douches en toiletten, een nieuw perscentrum en een nieuwe controletoren. Het zware ongeval van Franco Uncini tijdens de TT van Assen was het Suzuki-fabrieksteam nu wel erg uitgedund, want Loris Reggiani was al drie maanden aan het herstellen van zijn ongeluk tijdens de Franse Grand Prix en Toni Mang had het hele seizoen nog niet gereden door een ski-ongeval voor aanvang van het seizoen. Zo bleef alleen Randy Mamola als fabriekscoureur over. 
Groot-Brittannië, Silverstone
De Auto-Cycle Union had maatreglen getroffen na de vreemde training in 1982, toen er motoren van verschillende cilinderinhoud tegelijk in de baan waren, wat resulteerde in een vreselijk zwaar ongeluk waarbij Patrick Igoa, Jack Middelburg en Barry Sheene betrokken raakten. Nu kreeg elke klasse twee uur training voor zichzelf. In de hele trainingsweek brandde de zon op het circuit, maar op de racedag was het wisselvallig, waardoor de 500cc-race in twee manches werd gesplitst. 
Zweden, Anderstorp
Zoals altijd werd de Zweedse Grand Prix over twee dagen uitgesmeerd, hoewel er slechts vier klassen aan de start kwamen. De 250cc-klasse reed al op zaterdag maar werd matig door het publiek bezocht, want men was niet bereid twee keer in de beurs te tasten voor een dergelijk beknopt programma.
San Marino, Imola
Voor deze laatste Grand Prix van het seizoen stonden nog twee wereldtitels open: Die in de 500cc-klasse waarin Freddie Spencer slechts vijf punten voor stond op Kenny Roberts en die in de 50cc-klasse, waarin Stefan Dörflinger en Eugenio Lazzarini precies gelijk stonden. De wereldtitel in de 50cc-klasse werd echter tijdens de trainingen al beslist toen Lazzarini - nog maar net fit na een blessure - opnieuw viel en een sleutelbeen brak. Dörflinger hoefde eigenlijk niet eens te starten, want de totaaltijd van de door beiden uitgereden wedstrijden leverde hem een voorsprong van 21 seconden op.

## Puntentelling
Vanaf 1977 telden alle resultaten mee.
|         | 1e | 2e | 3e | 4e | 5e | 6e | 7e | 8e | 9e | 10e |
| Punten: | 15 | 12 | 10 | 8  | 6  | 5  | 4  | 3  | 2  | 1   |

## 500cc-klasse

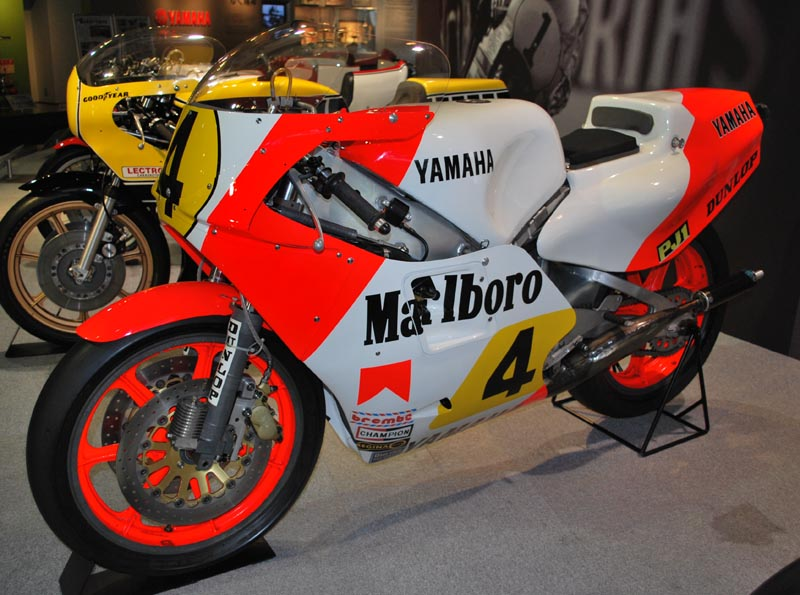
Yamaha OW 70 van Kenny Roberts

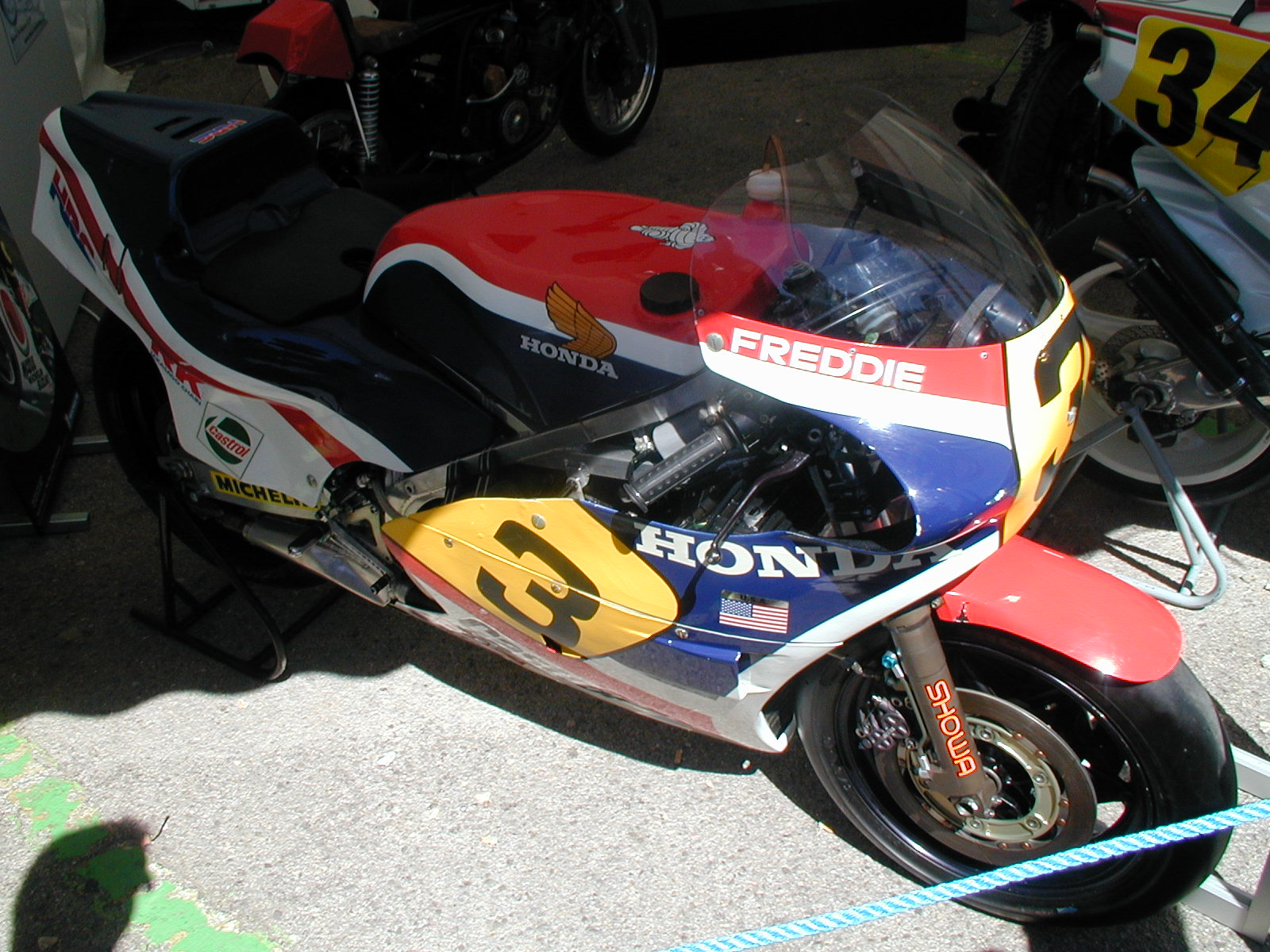
Honda NS 500 van Freddie Spencer

De Japanse merken pakten het alle drie anders aan. Yamaha gaf twee fabrieksmachines aan het Marlboro-team van Giacomo Agostini, waarvan Kel Carruthers de dagelijkse leiding had. Suzuki verdeelde haar fabrieksracers onder twee teams: Heron Suzuki GB en Gallina, beiden in de kleuren van HB. Honda richtte een nieuwe bedrijfstak op: Honda Racing Corporation, zonder sponsoring. De Yamaha OW 70 bleek echter een bijzonder slechte starter. Het hele seizoen kampten Kenny Roberts en Eddie Lawson met machines die slecht aansloegen waardoor ze steeds veroordeeld werden tot een inhaalrace. Zo won Freddie Spencer de eerste drie races, tot hij in Duitsland verrast werd door een vervroegd afgevlagde race, waarbij zijn teamgenoten Takazumi Katayama en Marco Lucchinelli nog voor hem reden en ongewild punten afsnoepten. In de tweede seizoenshelft begon Roberts meer wedstrijden te winnen, maar het was net te weinig om Spencer van de titel af te houden. Suzuki kwam inmiddels in het hele verhaal nauwelijks voor, vooral door blessures van haar rijders. Toni Mang kon niet aan het seizoen beginnen door een ski-ongeval in de winter, Franco Uncini raakte ernstig geblesseerd in Assen en Loris Reggiani miste door blessures een groot deel van het seizoen. 
Zuid-Afrika, Kyalami
In de trainingen was nieuweling Eddie Lawson lange tijd de snelste, tot hij op het laatste moment met 0,04 seconde werd geklopt door Freddie Spencer. Lawson's Yamaha OW 70 bleek wel snel, maar bij Yamaha wist men toen al dat het starten van de machine een groot probleem was. Honda kende weinig problemen, maar Suzuki worstelde al weken met het slechte weggedrag van de vernieuwde XR 40. Kenny Roberts en Eddie Lawson kregen bij de start hun machines inderdaad moeilijk aan de praat en zo gingen vier Honda's (Takazumi Katayama, Freddie Spencer, Marco Lucchinelli en Ron Haslam) op kop, gevolgd door Randy Mamola en Franco Uncini. Spencer nam al snel de leiding en werd niet meer teruggezien, maar Haslam en Katayama konden het niet eens worden over de tweede positie, remden elkaar voortdurend uit en zo konden Lucchinelli en Mamola lange tijd volgen, maar kon ook Roberts zijn achterstand snel goedmaken. Toen hij eenmaal vierde lag ging hij met grote stappen op de vechtende Honda-coureurs af en passeerde hen, maar het gat met Spencer was intussen veel te groot om hem nog te achterhalen. Toen Katayama viel (en bijna achterblijver Jon Ekerold in zijn val meenam) moest Haslam nog flink vechten om Marco Lucchinelli en Marc Fontan achter zich te houden.
Frankrijk, Le Mans
De start van de 500cc-race ging voor de Yamaha's weer niet goed. Kenny Roberts bleef maar opschakelen om zijn voorwiel aan de grond te houden, terwijl de Honda's van Freddie Spencer, Ron Haslam en Marco Lucchinelli ervandoor gingen. Roberts werd in de eerste bocht zelfs gepasseerd door Raymond Roche op een productie-Honda RS 500. Intussen was Eddie Lawson al duwend met de onwillige Yamaha aangereden door Guido Paci, terwijl Randy Mamola was aangereden door Sergio Pellandini. Franco Uncini kreeg zijn machine pas aan de praat toen de rest er al een ronde op had zitten en kon naast teamgenoot Mamola in de pit plaatsnemen. Nadat Roche een gat in een zuiger brandde bestond de kopgroep uit Spencer, Haslam, Lucchinelli en Roberts, maar die laatste wist zich naar voren te werken en nam de leiding in de race. Hij kreeg plotseling problemen met een onwillige ontsteking, gevolgd door een gescheurde uitlaat, waardoor hij terugviel naar de vierde plaats. Spencer won de race voor Marco Lucchinelli. Ron Haslam had wat problemen gehad, want zijn grote voorsprong op Lucchinelli eindigde in een achterstand van 22 seconden. Ook opmerkelijk was dat Roberts een aanval van Marc Fontan met weinig moeite scheen te kunnen pareren, ondanks zijn problemen. Tijdens deze race viel Michel Frutschi tegen een paal van een vanghek. Hij overleed aan de gevolgen daarvan.
Nations Grand Prix, Monza
Gallina had Franco Uncini al tijdens de 200 mijl van Imola laten experimenteren met een Suzuki XR 40 Gamma 3-frame uit 1982 met een Suzuki XR 40 Gamma 4-blok uit 1983 en liet hem daar ook mee starten. De andere Suzuki-rijders kregen nieuwe frames uit Japan. Voor Randy Mamola leek dat goed uit te pakken. Hij kwam na de eerste ronde door aan de leiding van een groep met Freddie Spencer, Ron Haslam, Marco Lucchinelli, Takazumi Katayama, Kenny Roberts, Raymond Roche en Franco Uncini. Mamola, Spencer, Roberts en Haslam maakten zich los en in de derde ronde nam Roberts de leiding over. Halverwege de race begon Roberts een seconde per ronde uit te lopen. Bij het passeren van een achterblijver maakte hij echter een beoordelingsfout waardoor hij in het gras terechtkwam. Dat wierp hem terug naar de vierde plaats, maar in de laatste ronde viel hij stil met een lege tank. Spencer had de dodelijk vermoeide Mamola achter zich gelaten en won de race. Ron Haslam blies in de laatste ronde zijn motor op terwijl hij op een zekere derde plaats lag. Daardoor werd het podium volledig Amerikaans, want Eddie Lawson nam zijn podiumplaats over.
Duitsland, Hockenheim
Al in de opwarmronde van de 500cc-race barstte er een bui los en de coureurs reden dan ook meteen weer de pit in, want ze stonden allemaal op slicks. Het droogde echter meteen weer op en diezelfde slicks werden opnieuw gemonteerd voor de start. Marco Lucchinelli was als snelste weg, voor Freddie Spencer en Kenny Roberts, die meteen al een achterstand van drie seconden had. Spencer liep steeds verder weg van Lucchinelli en Roberts, terwijl Takazumi Katayama zich rondenlang niet van Raymond Roche kon ontdoen. Roberts wist echter toch in te lopen op Lucchinelli en hem zelfs te passeren, maar het gat met Spencer werd alleen maar groter. Het uitlaatgeluid van de Honda werd echter steeds luider en Spencer begon vermogen te verliezen. Ron Haslam was inmiddels al met een kapotte uitlaat de pit ingedraaid. Roberts wist Spencer te passeren, maar die werd ook nog voorbijgereden door zijn eigen stalgenoten Katayama en Lucchinelli. In de veertiende ronde kwam de verlossing voor Spencer, want het begon hard te regenen en de organisatie besloot de race na vijftien ronden af te vlaggen. Het regende alleen in het stadiongedeelte, de snelle rechte stukken richting Ostkurve en terug bleven kurkdroog. Mogelijk kwam de geblokte vlag als een verrassing voor het HRC-Honda-team, want Katayama en Lucchinelli reden niet ver voor Spencer en hadden hem wellicht zijn tweede plaats terug willen geven. In deze situatie verloor Spencer nodeloos vier punten. Omdat meer dan 75% van het totale rondenaantal (19) gereden was telde het resultaat volledig mee voor het wereldkampioenschap.
Spanje, Jarama
Ron Haslam was in Spanje als eerste weg, terwijl Marco Lucchinelli al in de eerste ronde viel door een geblokkeerd achterwiel. Dat kwam doordat zijn krukas was gebroken. In de tweede ronde nam Freddie Spencer de leiding over, gevolgd door Kenny Roberts. Zij begonnen een gevecht dat de volle 37 ronden zou duren. De eerste twintig ronden volgde Roberts, maar toen ging hij Spencer voorbij en vanaf dat moment wisselden de posities voortdurend, soms wel drie keer per ronde. Na 25 ronden was meer dan de helft van de deelnemers op een ronde gereden. In de laatste ronde moesten Jack Middelburg en Sergio Pellandini worden gelapt. Die werden echter niet door blauwe vlaggen gewaarschuwd en Middelburg had niet door dat Roberts achter Spencer zat. Toen Spencer voorbij was hinderde hij Roberts daardoor en daarmee was de strijd beslist. Spencer en Roberts vatten het echter sportief op. Ze hadden allebei genoten van het gevecht en Roberts feliciteerde Spencer uitbundig.
Oostenrijk, Salzburgring
Met Kenny Roberts op de eerste en Eddie Lawson op de derde startplaats stonden de fabrieks-Yamaha's er goed voor. Toch waren Ron Haslam en Takazumi Katayama als snelsten weg, maar Haslam viel al snel uit door een vastloper. Randy Mamola reed even aan de leiding, maar uiteindelijk gingen Roberts en Freddie Spencer er samen vandoor. Spencer begon echter terug te vallen en in de twaalfde ronde stopte hij in de Pit. Lawson passeerde Mamola en reed zelfs de snelste ronde, maar hij kon zijn teamgenoot Roberts niet meer bereiken. Door het uitvallen van Spencer verkleinde Roberts zijn achterstand in het kampioenschap tot 6 punten.
Joegoslavië, Rijeka
Kenny Roberts sprong bij de start al op zijn Yamaha toen de motor nog niet liep en moest opnieuw aanduwen, waardoor hij met 25 seconden achterstand op het veld vertrok. Freddie Spencer startte beter en begon meteen weg te lopen van de concurrentie. Roberts begon aan een inhaalrace en na tien ronden zat hij al op de vierde plaats, achter Spencer, Randy Mamola en Roberts' teamgenoot Eddie Lawson. Iedereen verwachtte nu een stalorder van Yamaha, waardoor Lawson zou moeten wachten op Roberts, maar het pitbord van Lawson vermeldde slechts de tekst "SLOW". Een opdracht om Roberts voorbij te laten was er niet en dat deed Lawson dan ook niet. Bij Marlboro-Yamaha tilde men er niet al te zwaar aan; het kostte Roberts slechts twee punten.
Dutch TT, Assen
De fabrieks-Yamaha's startten al het hele seizoen slecht en dat gebeurde ook in Assen. Na de eerste ronde kwamen Kenny Roberts en Eddie Lawson als achtste en dertiende door, terwijl Freddie Spencer leidde voor Takazumi Katayama en Randy Mamola. In de tweede ronde viel Franco Uncini in de haakse bocht bij de Bedeldijk. Hij lag dicht bij het gras en besloot op te springen om zichzelf in veiligheid te brengen, maar werd te laat opgemerkt door Wayne Gardner, die probeerde hem via datzelfde gras te ontwijken. Gardner raakte Uncini vol op zijn helm, die daarbij afvloog en Uncini bleef roerloos op het asfalt liggen. Uncini werd naar het ziekenhuis in Assen gebracht, maar vervolgens meteen naar het Academisch Ziekenhuis Groningen, waar men een hersenkneuzing, twee gebroken ribben en een gebroken neusbotje constateerde. Intussen kwam Roberts steeds verder naar voren en in de achtste ronde maakte hij gebruik van het passeren van een achterblijver om zeer dicht achter Spencer te kruipen. Uiteindelijk nam hij de leiding en hij sleepte Katayama mee. Spencer had bandenproblemen gekregen en kon het tweetal niet meer volgen. Het was wel duidelijk dat Katayama zou moeten wachten op Spencer, anders zou hij hem kostbare WK-punten afsnoepen, maar dat gebeurde niet. Katayama zou nog meer voor Spencer betekenen als hij Roberts van de overwinning zou afhouden en in de laatste ronde leek dat ook te lukken. Roberts had geen idee dat Katayama slechts enkele meters achter hem reed en finishte met een wheelie, wat nog eens extra tijd kostte. Daardoor kwam Katayama slechts 0,2 seconde later over de finish. Freddie Spencer had overigens geen enkel probleem met de actie van Katayama. Hij vond stalorders niet nodig en vond dat hij elk punt zelf moest verdienen.
België, Spa-Francorchamps
Freddie Spencer ging er na de start in België meteen vandoor, terwijl Randy Mamola en Kenny Roberts om de tweede plaats vochten en al een gaatje sloegen ten opzichte van de Honda-rijders Takazumi Katayama, Ron Haslam en Marco Lucchinelli. Roberts passeerde Mamola en begon aan een inhaalrace naar Spencer, wiens voorsprong opliep tot meer dan vijf seconden. Spencer kreeg echter steeds meer last van overstuur door een versleten voorband en in de twaalfde ronde bedroeg zijn voorsprong nog maar 2½ seconde. In de dertiende ronde had Roberts het gat al gedicht en in de La Source-hairpin ging hij bij Spencer binnendoor. Hij sloeg uiteindelijk een gat van bijna 14 seconden met Spencer en naderde hem in de stand om het wereldkampioenschap tot op vijf punten.
Groot-Brittannië, Silverstone
De beste start had Ron Haslam, terwijl de Yamaha van Kenny Roberts zoals gewoonlijk slecht startte. Haslam werd meteen terechtgewezen door teamgenoot Freddie Spencer, die er samen met Randy Mamola vandoor ging. Al na enkele ronden werd Spencer gepasseerd door Mamola en de inmiddels aangesloten Roberts. Zij vormden gedrieën een kopgroepje met een flinke voorsprong op de rest van het veld. In de vijfde ronde gebeurde de aanrijding tussen Norman Brown en Peter Huber, waarna de race in de zesde ronde werd gestaakt. Er werd vervolgens met het manche-systeem gewerkt, waarbij de eerst gefishte (Roberts) 1 punt kreeg, tweede man Spencer 2 punten, Mamola 3 enzovoort. De tweede race over 23 ronden leverde dan weer dezelfde puntentelling op en bij een gelijk aantal punten telde de opgetelde racetijd van beide manches. Nu vormde zich een kopgroep van vier man: Roberts, Spencer, Mamola en Eddie Lawson, die in de eerste manche voorzichtig was begonnen omdat hij niet gewend was om op een enigszins vochtige baan te rijden. Al vroeg brak deze groep en gingen Spencer en Roberts ervandoor, maar Spencer kon niet bij Roberts blijven en viel terug, zodat de vechtende Lawson en Mamola weer bij hem kwamen. Daardoor ontstond een mooi gevecht om de tweede plaats, dat op de finish beslist werd in het voordeel van Lawson, voor Mamola en Spencer. Er moest nu een rekensom gemaakt worden, want na twee manches had Roberts 2 punten, maar zowel Mamola, Lawson als Spencer hadden 6 punten. Na het optellen van de tijden bleek Spencer uiteindelijk met 0,09 seconden tweede te zijn, Mamola derde en Lawson vierde. Hierdoor behield Spencer een voorsprong van twee punten in het kampioenschap.
Zweden, Anderstorp
Met slechts twee punten verschil in de totaalstand tussen Freddie Spencer en Kenny Roberts was de spanning in de 500cc-klasse al voor de start te snijden. Dit keer startte Roberts beter dan in de meeste andere races: hij was als vierde weg achter Spencer, Marco Lucchinelli en Ron Haslam, maar voor de eerste bocht lag hij al op de tweede plaats. Vijf ronden lang volgde Roberts Spencer, terwijl er al een gat ontstond met de groep Lucchinelli, Haslam, Marc Fontan, Takazumi Katayama, Raymond Roche, Toni Mang en Boet van Dulmen (nu eindelijk op een echte fabrieks-Suzuki). Na de vijfde ronde nam Roberts de leiding, maar hij kon nooit meer dan 1½ seconde afstand nemen van Spencer. Vijf ronden voor het einde begon Spencer te zoeken naar een plek om Roberts in te halen, maar die maakte geen fouten en liet daar geen ruimte voor. Dat dwong Spencer in de laatste ronde tot een soort kamikaze-actie. Aan het einde van de oude startbaan probeerde hij Roberts uit te remmen, waarbij Roberts het gras in moest om een aanrijding te vermijden. Spencer zelf kwam ook naast de baan terecht, maar kon eerder het asfalt weer op en won de race.
San Marino, Imola
Yamaha-teamchef Kel Carruthers had wel degelijk een plan bedacht om Kenny Roberts op de eerste en Freddie Spencer op de derde plaats te krijgen en Roberts vervulde zijn taak in dit plan nauwgezet. Beide fabrieks-Yamaha's startten zoals gewoonlijk weer erg slecht, waardoor Spencer, Marco Lucchinelli en Ron Haslam meteen een flink gat konden slaan. Al snel gingen Spencer en Lucchinelli samen weg, terwijl de andere Honda-rijders vooral de beide Yamaha's in de weg reden. Toch wist Roberts naar Lucchinelli toe te rijden en in de achtste ronde nam hij zelfs de leiding van Spencer over. Nu ontvouwde het Yamaha-plan zich: Roberts vertraagde zodra hij voor Spencer zat en de rondetijden kelderden. Dat moest Eddie Lawson de kans geven zich bij dit duo te voegen, Spencer van de tweede plaats te verdringen en de wereldtitel voor Roberts veilig te stellen. Het mocht echter niet baten. In de 21 ronde vond Spencer het wel genoeg en hij nam de leiding weer over. Daarmee dwong hij Roberts ook weer sneller te gaan en op die manier kon Lawson niet dichtbij genoeg komen. Roberts won de race voor Spencer, maar feliciteerde hem al in de uitloopronde met zijn wereldtitel. Zijn eerste vraag aan Kel Carruthers na de race was echter: "Where was Eddie?".

### Uitslagen 500cc-klasse
|    | Datum       | Race                    | Circuit           | 1e              | 2e                | 3e                | Poleposition    | Snelste ronde     |
| -- | ----------- | ----------------------- | ----------------- | --------------- | ----------------- | ----------------- | --------------- | ----------------- |
| 1  | 19 maart    | GP van Zuid-Afrika      | Kyalami           | Freddie Spencer | Kenny Roberts     | Ron Haslam        | Freddie Spencer | Freddie Spencer   |
| 2  | 3 april     | GP van Frankrijk        | Le Mans           | Freddie Spencer | Marco Lucchinelli | Ron Haslam        | Kenny Roberts   | Freddie Spencer   |
| 3  | 24 april    | GP des Nations          | Monza             | Freddie Spencer | Randy Mamola      | Eddie Lawson      | Kenny Roberts   | Kenny Roberts     |
| 4  | 8 mei       | GP van Duitsland        | Hockenheim        | Kenny Roberts   | Takazumi Katayama | Marco Lucchinelli | Freddie Spencer | Takazumi Katayama |
| 5  | 22 mei.     | GP van Spanje           | Jarama            | Freddie Spencer | Kenny Roberts     | Takazumi Katayama | Freddie Spencer | Kenny Roberts     |
| 6  | 29 mei      | GP van Oostenrijk       | Salzburgring      | Kenny Roberts   | Eddie Lawson      | Randy Mamola      | Kenny Roberts   | Randy Mamola      |
| 7  | 12 juni     | GP van Joegoslavië      | Rijeka            | Freddie Spencer | Randy Mamola      | Eddie Lawson      | Freddie Spencer | Freddie Spencer   |
| 8  | 25 juni     | Dutch TT                | Assen             | Kenny Roberts   | Takazumi Katayama | Freddie Spencer   | Kenny Roberts   | Kenny Roberts     |
| 9  | 3 juli      | GP van België           | Spa-Francorchamps | Kenny Roberts   | Freddie Spencer   | Randy Mamola      | Freddie Spencer | Kenny Roberts     |
| 10 | 31 juli     | GP van Groot-Brittannië | Silverstone       | Kenny Roberts   | Freddie Spencer   | Randy Mamola      | Kenny Roberts   | Kenny Roberts     |
| 11 | 7 augustus  | GP van Zweden           | Anderstorp        | Freddie Spencer | Kenny Roberts     | Takazumi Katayama | Freddie Spencer | Kenny Roberts     |
| 12 | 4 september | GP van San Marino       | Imola             | Kenny Roberts   | Freddie Spencer   | Eddie Lawson      | Kenny Roberts   | Kenny Roberts     |

### Eindstand 500cc-klasse
| Pos. | Coureur           | Merk              | Ptn. |
| ---- | ----------------- | ----------------- | ---- |
| 1    | Freddie Spencer   | HRC-Honda         | 144  |
| 2    | Kenny Roberts     | Marlboro-Yamaha   | 142  |
| 3    | Randy Mamola      | HB-Suzuki         | 89   |
| 4    | Eddie Lawson      | Marlboro-Yamaha   | 78   |
| 5    | Takazumi Katayama | HRC-Honda         | 77   |
| 6    | Marc Fontan       | Sonauto-Yamaha    | 64   |
| 7    | Marco Lucchinelli | HRC-Honda         | 48   |
| 8    | Ron Haslam        | HRC-Honda         | 31   |
| 9    | Franco Uncini     | HB-Gallina-Suzuki | 31   |
| 10   | Raymond Roche     | Honda/HRC-Honda   | 22   |

| Pos. | Coureur            | Merk                           | Ptn. |
| ---- | ------------------ | ------------------------------ | ---- |
| 11   | Boet van Dulmen    | Suzuki/Bakker-Suzuki/HB-Suzuki | 17   |
| 12   | Jack Middelburg    | Honda                          | 12   |
| 13   | Sergio Pellandini  | Suzuki/HB-Suzuki               | 11   |
| 14   | Barry Sheene       | Suzuki                         | 9    |
| 15   | Keith Huewen       | Suzuki                         | 7    |
| 16   | Guido Paci (†)     | Honda                          | 3    |
| 16   | Giovanni Pelletier | Honda                          | 3    |
| 18   | Toni Mang          | HB-Suzuki                      | 2    |
| 19   | Mark Salle         | Suzuki                         | 1    |
| 19   | Paul Lewis         | Suzuki                         | 1    |

### Constructeurstitel 500cc-klasse
De constructeurstitel werd aan Honda toegekend.

## 250cc-klasse
De 250cc-klasse was veruit de spannendste van dit seizoen. In de meeste races ontstonden grote kopgroepen, die voor spannende wedstrijden zorgden. Het wegvallen van Kawasaki als constructeur werd ruimschoots goedgemaakt door de teams van Chevallier en later ook Pernod. Zo leverden de elf races niet minder dan acht verschillende winnaars op, maar Carlos Lavado won drie keer en werd wereldkampioen. 
Zuid-Afrika, Kyalami
Omdat de winterstop kort was geweest, kwamen sommige rijders met de machines uit 1982 aan de start. Dat gold ook voor het hele team van Chevallier, dat de nieuwe machines nog niet klaar had. De importeursteams Sonauto en Mitsui hadden hun speciale kits nog niet binnen en kwamen met gewone Yamaha-productieracers aan de start. Carlos Lavado startte als snelste, achtervolgd door Jacques Bolle, Didier de Radiguès, Martin Wimmer, Manfred Herweh en Patrick Fernandez. Jean-François Baldé had de snelste trainingstijd, maar startte slecht, net als Christian Sarron. Na drie ronden begon Lavado terug te zakken door een te slappe achtervering. Fernandez nam de leiding over en kreeg gezelschap van De Radiguès en Hervé Guilleux, die samen met Baldé naar voren was gekomen. Baldé, De Radiguès en Guilleux gingen er samen vandoor, hoewel thuisrijder Mario Rademeyer nog even kon volgen, tot die in de negende ronde viel. Baldé reed naar de overwinning, maar De Radiguès kwam snelheid tekort door een verkeerde gearing en probeerde Guilleux met zijn ellebogen achter zich te houden. Guilleux trapte daarop naar de Chevallier van De Radiguès en in de pit ging de woordenwisseling door, tot een monteur van het Chevallier-team Guilleux een klap gaf. 
Frankrijk, Le Mans
De 250cc-race was de meest spectaculaire van de dag. Er werd op een droge baan gestart en meteen vormde zich een kopgroep die er een stevig gevecht van maakte. Ze bestond aanvankelijk uit Jacques Cornu, Roland Freymond, Sito Pons, Jean-François Baldé, Patrick Fernandez en Jean-Louis Tournadre, maar werd later gecompleteerd met Pierre Bolle, Didier de Radiguès, Tony Head, Martin Wimmer, Guy Bertin en de jonge Alan Carter, die pas in augustus 1982 zijn internationale licentie had gekregen. Deze groep bleef in gevecht tot halverwege de race, toen Thierry Rapicault erbij kwam. Rapicault was in 1982 tweede in het Europees kampioenschap geworden en had van Sonauto een fabrieks-Yamaha TZ 250 met elektronische powervalves gekregen. Hij wist zelfs de leiding te nemen, terwijl alleen Carter hem kon volgen. Toen er toch weer wat regen viel schrok Rapicault van wat natte plekken op de baan, waardoor zijn rondetijden 2 seconden langzamer werden. Carter was niet onder de indruk van de nattigheid, passeerde en won de vierde internationale race waar hij aan deelnam. Hij verbeterde zelfs het ronderecord. Cornu wist Rapicault nog te passeren en werd tweede. 
Nations Grand Prix, Monza
Opnieuw was de 250cc-race de spannendste van de dag. Dat begon eigenlijk al in de trainingen, met de eerste acht binnen 0,6 seconde en de eerste twintig binnen 2 seconden. Carlos Lavado nam de leiding na de start, gevolgd door Patrick Fernandez, maar ze werden allebei gepasseerd door twee Rotax-rijders (Manfred Herweh en Sito Pons) en Lavado's stalgenoot Iván Palazzese. De Bartol van Fernandez verloor vermogen en hij moest de andere vier laten gaan. Uiteindelijk reed Pons samen met Palazzese aan de leiding, gevolgd door Lavado en Wimmer. Pons viel echter en Palazzese kon hem niet meer ontwijken, waardoor de overwinning in de schoot van Lavado geworpen werd. Thierry Espié werd tweede en Wimmer derde. Palazzese kon zijn motor nog oprapen en werd uiteindelijk achtste. 
Duitsland, Hockenheim
De 250cc-race begon droog, zodat iedereen op slicks stond, maar al kort na de start begon het hevig te regenen. Nadat o.a. Christian Estrosi, Alan Carter en Jean-Marc Toffolo al gevallen waren werd de race afgevlagd en konden de machines voorbereid worden voor een herstart. Het was intussen droog, maar de baan was nog kletsnat en er dreigde opnieuw regen. Daardoor werd de bandenkeuze erg moeilijk en startten de coureurs op verschillende bandencombinaties. De regenbanden waren in het begin in het voordeel en er vormde zich een kopgroep met Carlos Lavado, Manfred Herweh, Iván Palazzese en Patrick Fernandez. Toch wist Lavado met een intermediate-achterband zich los te maken van de groep. Toen de baan opdroogde werd de race spannender, want de rijders met slicks begonnen zich naar voren te werken. Fernandez liet Lavado gaan en reed rustig naar de tweede plaats, Didier de Radiguès werd derde en Bruno Lüscher reed op slicks van de vijftiende naar de vierde positie. 
Spanje, Jarama
Martin Wimmer leidde na de start de kopgroep met Hervé Guilleux, Didier de Radiguès, Christian Sarron, Sito Pons, Alan Carter, Jean-Louis Guignabodet en Bruno Lüscher. Die twee laatsten vielen echter samen en even later gebeurde dat ook met Carter. Na een tijdje ging het gevecht om de leiding tussen Sarron en De Radiguès en weer wat later tussen Pons en Guilleux, die elkaar regelmatig uitremden. Uiteindelijk viel Pons terug in de groep met Wimmer en Sarron, terwijl De Radiguès en Guilleux aan de leiding gingen. In de 24e ronde kon De Radiguès niet meer schakelen en Guilleux won met 5 seconden voorsprong op Sarron. Die had het geluk achterblijver Manfred Herweh net voorbij te kunnen, terwijl die zijn landgenoot Wimmer juist in de weg zat. 
Oostenrijk, Salzburgring
Zo spectaculair als de trainingen waren verlopen begon ook de 250cc-race, met een grote kopgroep van tien man, waarvan Guy Bertin, Thierry Espié, Hervé Guilleux, Manfred Herweh, Christian Sarron en Martin Wimmer allemaal één of meer ronden aan de leiding gingen tot de race in de dertiende ronde werd afgevlagd. Dat gebeurde omdat iedereen op slicks stond en het hevig was gaan regenen. Toen er na ruim een uur opnieuw gestart werd, stond het bordje van Guy Bertin op plaats 32, terwijl hijzelf en vele anderen wisten dat hij in de eerste manche achtste was geworden. Bertin weigerde naar achteren te gaan en toen Guilleux en Jacques Cornu een beetje inschikten kon hij vanaf de tweede rij starten. De baan was inmiddels weer droog en behalve Herweh (opgesneden slick vóór) en Jean-Louis Tournadre (regenbanden) stond iedereen opnieuw op slicks. Na de start ontstond er opnieuw een enorme kopgroep, die werd uitgedund toen Donnie Robinson viel, Sito Pons in zijn val meenam en even later ook Harald Eckl viel. Door de val van Robinson en Pons verloor Espié even de aansluiting, maar hij wist weer aan te haken. Op het einde ontstond er een strijd tussen Didier de Radiguès en Manfred Herweh. Herweh's Rotax was op de rechte stukken sneller, maar in het bochtige gedeelte pakte De Radiguès de leiding steeds weer terug. In de laatste bocht (de Fahrerlagercurve) nam Herweh maatregelen. Hij wist dat hij daar uitgeremd zou worden door De Radiguès, maar remde zelf ook erg laat. Daardoor moest De Radiguès een te ruime bocht maken en dat was voldoende voor Herweh, die de manche won maar ook zeer nipt (0,02 seconde) totaalwinnaar werd. De Radiguès werd ook tweede in de totaalstand, terwijl Thierry Espié derde werd. Dat werd echter pas laat bekend, want op het erepodium stond Christian Sarron op de derde plaats. Tijdens een late juryvergadering werd de tiende plaats toegekend aan Guy Bertin, ten koste van Patrick Fernandez. Dat had te maken met een eerdere uitsluiting vanwege de problemen op de startgrid. 
Joegoslavië, Rijeka
Na de start van de 250cc-race vormde zich een kopgroep van negen man, geleid door Guy Bertin. Na twee ronden nam Jean-François Baldé even de leiding, maar toen stelde Carlos Lavado orde op zaken. Hij nam de leiding over en liep elke ronde tientallen meters weg van Manfred Herweh, Baldé, Didier de Radiguès, Bertin en Jacques Bolle, die voor het eerst met de Pernod reed. Na een inhaalrace door een slechte start sloot ook Christian Sarron bij de groep aan. Herweh leek tweede te gaan worden, maar moest een ronde voor het einde zijn motorfiets flink corrigeren en dat kostte tijd, waardoor Sarron en Baldé hem passeerden. Herweh kon Baldé nog net terugpakken, maar de tweede plaats ging naar Sarron. 
Dutch TT, Assen
Carlos Lavado was in de trainingen ruim 1½ seconde sneller dan zijn concurrenten, maar kreeg bij de start zijn Yamaha moeilijk aan de praat waardoor hij meteen ver terugviel. Martin Wimmer, Christian Sarron en Patrick Fernandez kwamen zelfs helemaal in het achterveld terecht, terwijl Manfred Herweh en Hervé Guilleux de leiding namen. Herweh begon in het verloop van de race echter plaatsen te verliezen en Thierry Espié begon als koploper aan de tweede ronde. Intussen was Carlos Lavado aan zijn opmars begonnen en in de vijfde ronde nam hij de leiding over van Guilleux. Lavado maakte een tamelijk wilde rit mee, want tijdens zijn inhaalrace had hij zich al een paar keer verremd en nu hij op kop lag brak enkele keren zijn achterwiel uit. Toch bouwde hij zijn voorsprong uit, die aan het einde ruim vier seconden op zijn teamgenoot Iván Palazzese bedroeg. 
België, Spa-Francorchamps
Voor de start van de 250cc-race liep Jacques Cornu in paniek over de startgrid. Zijn motorfiets was in de opwarmronde stuk gegaan. Dankzij de sportiviteit van o.a. Carlos Lavado en Christian Sarron, die de start ophielden, kon Cornu over de vangrail springen en in het rennerskwartier zijn reservemotor ophalen en alsnog op de tweede startrij plaatsnemen. Didier de Radiguès maakte vanaf poleposition een overduidelijk valse start, maar de jury nam geen maatregelen. De Radiguès was in de beginfase van de race ook overduidelijk de snelste, want na de eerste ronde had hij al een riante voorsprong op Christian Estrosi, Martin Wimmer, Hervé Guilleux en Jacques Cornu. Lavado en Christian Sarron bevonden zich toen na een slechte start nog in het middenveld. Estrosi begon terug te vallen en Lavado en Sarron stootten door naar voren, net als Thierry Espié die als teamgenoot rugdekking moest geven aan De Radiguès. Vooral Sarron ging erg snel en hij wist in de achtste ronde aan het achterwiel van De Radiguès te komen en zelfs enkele malen aan de leiding door te komen. Hij moest echter afhaken toen zijn banden begonnen te slijten. Sarron nam wat gas terug omdat hij vreesde met zijn banden de finish niet eens te halen, maar hij werd wel tweede. Lavado had inmiddels een tamelijk eenzame race op de derde plaats gereden, maar hij hoefde zich ook niet erg in te spannen want hij behield een behoorlijke voorsprong in de WK-stand. 
Groot-Brittannië, Silverstone
Carlos Lavado had maar één opdracht: Vóór Didier de Radiguès finishen, want zelfs met één punt verschil zou zijn wereldtitel zeker zijn. De training was al vreselijk spannend, want het hele startveld van 53 rijders stond binnen 2½ seconde, met Patrick Fernandez op poleposition. Nadat Martin Wimmer even had geprobeerd alleen weg te komen ontstond er weer een enorme kopgroep: Jacques Bolle, Thierry Espié, Patrick Fernandez, Teruo Fukuda, Carlos Lavado, Didier de Radiguès, Thierry Rapicault, Reinhold Roth, Christian Sarron en Martin Wimmer. De hele race wisselden de posities in deze groep en tot de laatste meter bleef het spannend. Espié stuurde als eerste de laatste bocht (Woodcote) in, maar werd binnendoor gepasseerd door Bolle, die zijn eerste Grand Prix won, maar ook de eerste Grand Prix voor Pernod. Lavado werd vierde, maar dat was ver voor De Radiguès en daarmee haalde hij de wereldtitel binnen. 
Zweden, Anderstorp
Al het hele seizoen was de 250cc-klasse de spannendste geweest, met kopgroepen van soms wel tien man. De regen in Zweden scheidde echter het kaf van het koren. Tien ronden lang leidde Hervé Guilleux, mede omdat regenrijder Christian Sarron nogal slecht gestart was. Toen Sarron eenmaal langszij kwam probeerde Guilleux niet lang te volgen. Hij stelde zich tevreden met de tweede plaats. Om de derde plaats was er een leuk gevecht tussen Tony Head, Alan Carter, Jean-Michel Mattioli en Carlos Lavado, dat de laatste in zijn voordeel besliste. Dit was de laatste race van Jean-Louis Tournadre, die als regerend wereldkampioen geen enkel punt had gescoord en teleurgesteld besloot zijn carrière te beëindigen.

### Uitslagen 250cc-klasse
|    | Datum      | Race                    | Circuit           | 1e                  | 2e                 | 3e                 | Poleposition        | Snelste ronde       |
| -- | ---------- | ----------------------- | ----------------- | ------------------- | ------------------ | ------------------ | ------------------- | ------------------- |
| 1  | 19 maart   | GP van Zuid-Afrika      | Kyalami           | Jean-François Baldé | Didier de Radiguès | Hervé Guilleux     | Jean-François Baldé | Jean-François Baldé |
| 2  | 3 april    | GP van Frankrijk        | Le Mans           | Alan Carter         | Jacques Cornu      | Thierry Rapicault  | Christian Sarron    | Alan Carter         |
| 3  | 24 april   | GP des Nations          | Monza             | Carlos Lavado       | Thierry Espié      | Manfred Herweh     | Patrick Fernandez   | Iván Palazzese      |
| 4  | 8 mei      | GP van Duitsland        | Hockenheim        | Carlos Lavado       | Patrick Fernandez  | Didier de Radiguès | Jacques Cornu       | Carlos Lavado       |
| 5  | 22 mei.    | GP van Spanje           | Jarama            | Hervé Guilleux      | Christian Sarron   | Martin Wimmer      | Jean-François Baldé | Jean-François Baldé |
| 6  | 29 mei     | GP van Oostenrijk       | Salzburgring      | Manfred Herweh      | Didier de Radiguès | Thierry Espié      | Didier de Radiguès  | Thierry Espié       |
| 7  | 12 juni    | GP van Joegoslavië      | Rijeka            | Carlos Lavado       | Christian Sarron   | Manfred Herweh     | Didier de Radiguès  | Christian Sarron    |
| 8  | 25 juni    | Dutch TT                | Assen             | Carlos Lavado       | Iván Palazzese     | Hervé Guilleux     | Carlos Lavado       | Carlos Lavado       |
| 9  | 3 juli     | GP van België           | Spa-Francorchamps | Didier de Radiguès  | Christian Sarron   | Carlos Lavado      | Didier de Radiguès  | Christian Sarron    |
| 10 | 31 juli    | GP van Groot-Brittannië | Silverstone       | Jacques Bolle       | Thierry Espié      | Christian Sarron   | Patrick Fernandez   | Jacques Bolle       |
| 11 | 6 augustus | GP van Zweden           | Anderstorp        | Christian Sarron    | Hervé Guilleux     | Carlos Lavado      | Didier de Radiguès  | Iván Palazzese      |

### Eindstand 250cc-klasse
| Pos. | Coureur                | Merk                 | Ptn. |
| ---- | ---------------------- | -------------------- | ---- |
| 1    | Carlos Lavado          | Venemotos-Yamaha     | 100  |
| 2    | Christian Sarron       | Sonauto-Yamaha       | 73   |
| 3    | Didier de Radiguès     | Chevallier-Yamaha    | 68   |
| 4    | Hervé Guilleux         | Kawasaki             | 63   |
| 5    | Thierry Espié          | Chevallier-Yamaha    | 55   |
| 6    | Martin Wimmer          | Mitsui-Yamaha        | 45   |
| 7    | Manfred Herweh         | Real-Rotax           | 40   |
| 8    | Jean-François Baldé    | Chevallier-Yamaha    | 32   |
| 9    | Jacques Cornu          | Yamaha               | 32   |
| 10   | Jacques Bolle          | Yamaha / Pernod      | 26   |
| 11   | Patrick Fernandez      | Bimota-Bartol/Yamaha | 26   |
| 12   | Alan Carter            | Mitsui-Yamaha        | 21   |
| 13   | Iván Palazzese         | Venemotos-Yamaha     | 20   |
| 14   | Thierry Rapicault      | Sonauto-Yamaha       | 19   |
| 15   | Jean-Louis Guignabodet | Yamaha               | 18   |
| 16   | Tony Head              | Armstrong-Rotax      | 14   |

| Pos. | Coureur              | Merk            | Ptn. |
| ---- | -------------------- | --------------- | ---- |
| 17   | Reinhold Roth        | Fath-Yamaha     | 14   |
| 18   | Sito Pons            | JJ Cobas-Rotax  | 10   |
| 19   | Bruno Lüscher        | Yamaha          | 8    |
| 20   | Guy Bertin           | MBA             | 7    |
| 21   | Raymond Freymond     | Armstrong-Rotax | 5    |
| 21   | Jean-Michel Mattioli | Yamaha          | 5    |
| 23   | Jean-Marc Toffolo    | Morena-Rotax    | 5    |
| 24   | Teruo Fukuda         | Yamaha          | 4    |
| 25   | Harald Eckl          | Yamaha          | 3    |
| 25   | Donnie Robinson      | Mitsui-Yamaha   | 3    |
| 25   | Christian Estrosi    | Pernod          | 3    |
| 28   | Carlos Cardús        | Cobas-Rotax     | 3    |
| 28   | Massimo Matteoni     | Yamaha          | 3    |
| 30   | Bernard Fau          | Yamaha          | 1    |
| 30   | Donnie McLeod        | Yamaha          | 1    |
| 30   | Graeme McGregor      | EMC-Rotax       | 1    |

### Constructeurstitel 250cc-klasse
De constructeurstitel werd aan Yamaha toegekend.

## 125cc-klasse
Vanaf het begin van het seizoen was de rolverdeling bij Garelli duidelijk: Eugenio Lazzarini moest Ángel Nieto helpen om wereldkampioen te worden. Men verwachtte dat Lazzarini zonder al te veel moeite tweede zou kunnen worden, maar een paar valpartijen en blessures tegen het einde van het seizoen gaven Bruno Kneubühler de kans die positie over te nemen. 
Frankrijk, Le Mans
Ricardo Tormo kreeg door de regen in Frankrijk alleen maar meer zelfvertrouwen, want hij stond op de grid al grappen te maken. Hij startte ook als snelste en reed onbedreigd naar de eerste plaats. Zijn concurrenten zaten op de beide Garelli's: Ángel Nieto en Eugenio Lazzarini. Nieto startte echter slecht en in zijn drang om naar voren te komen viel hij in de tweede ronde. Lazzarrini reed achter de achtervolgende groep met Bruno Kneubühler, August Auinger en Johnny Wickström. Garelli-constructeur Jan Thiel meldde intussen al in de pit dat het team zich vergist had door Lazzarini met intermediates te laten vertrekken. Toen het weer opklaarde kon Lazzarini toch naar de tweede plaats rijden, maar hij viel net als Auinger uit door een vastloper. Kneubühler moest intussen zijn tweede positie prijsgeven aan Jean-Claude Selini en Maurizio Vitali en viel zelfs terug naar de zevende plaats.
Nations Grand Prix, Monza
De Garelli-rijders Ángel Nieto en Eugenio Lazzarini duldden korte tijd Pier Paolo Bianchi, Maurizio Vitali en Ezio Gianola in hun buurt, maar toen ze eenmaal gas gaven gingen ze er samen vandoor. Vitali viel uit door een vastloper, waardoor Bianchi eenvoudig naar de derde plaats leek te rijden. Hij viel echter kort voor het einde waardoor Gianola vlak voor Ricardo Tormo derde werd. In de laatste ronde verbeterde Nieto het ronderecord met ruim drie seconden, waardoor hij ruim voor Lazzarini won. 
Duitsland, Hockenheim
In de 125cc-race verwachtte men vooral strijd áchter Ángel Nieto en Eugenio Lazzarini. Zij waren in de training ruim 2 seconden sneller dan de concurrentie, maar tussen Pier Paolo Bianchi en August Auinger zat slechts een honderdste seconde en tussen Auinger en Ricardo Tormo slechts drie honderdsten. In de race nam echter Maurizio Vitali de leiding, terwijl Auinger al snel uitviel. Bruno Kneubühler was vaak vooraan te vinden, nadat zijn MBA bij Huvo onder handen was genomen. Vier ronden voor het einde nam Nieto de leiding om ze niet meer uit handen te geven. Lazzarini werd tweede en Pier Paolo Bianchi derde. 
Spanje, Jarama
Maurizio Vitali had als snelste getraind en nam in de race de leiding van een kopgroep met Ángel Nieto, Eugenio Lazzarini, Pier Paolo Bianchi en Johnny Wickström. Halverwege de race kwam Bianchi aan de leiding en Wickström reed op de tweede plaats tot zijn motor de geest gaf. Vier ronden voor het einde vond Nieto het wel genoeg en samen met teamgenoot Lazzarini begon hij een voorsprong op te bouwen, die echter niet groot werd, want Bianchi werd derde met minder dan een halve seconde achterstand. 
Oostenrijk, Salzburgring
De start van de 125cc-race werd verlaat door het uitlopen van de 250cc-race, maar Hugo Vignetti en Ricardo Tormo meldden zich te laat voor de opwarmronden en werden uitgesloten. Daarop organiseerde Ángel Nieto een rijdersstaking, waardoor de organisatie uiteindelijk besloot Vignetti en Tormo toch toe te laten. Door alle commotie had Nieto waarschijnlijk geen zin in zijn gewoonlijke spel: tegenstanders een halve race de indruk geven dat ze een kans hadden om vervolgens samen met Eugenio Lazzarini weg te rijden. Dit keer vertrokken de Garelli-rijders meteen, waardoor er alleen spanning was bij de strijd om de derde plaats. Aanvankelijk leek Bruno Kneubühler de beste kans te hebben, maar hij viel uit door een vastloper. Nu vochten niet minder dan tien coureurs om de laatste podiumplaats, maar uiteindelijk maakten Pier Paolo Bianchi, Fausto Gresini en August Auinger zich los. Uiteindelijk wist Bianchi nipt derde te worden voor Gresini. 
Joegoslavië, Rijeka
Na een paar ronden van de 125cc-race nam Fausto Gresini met de Garelli de leiding en hij bepaalde het tempo. In de kopgroep werd achter Gresini gevochten door Ricardo Tormo, Pier Paolo Bianchi, Maurizio Vitali en Ángel Nieto. Dat kostte tijd, waardoor Bruno Kneubühler met zijn door het Huvo-team getunede MBA aansluiting wist te vinden. Gresini ging te snel en viel en dat gebeurde drie ronden voor het einde ook met Nieto, die zijn machine nog op kon rapen om uiteindelijk elfde te worden. Kneubühler had intussen een voorsprong van zeven seconden op Vitali, die hij probleemloos vast wist te houden. In de slotfase van de race viel de Zwitser Rolf Rüttimann tegen een onbeschermde vangrail. Hij zat bekneld onder de vangrail en werd ook nog door zijn eigen machine geraakt. 's Avonds overleed hij in het ziekenhuis.
Dutch TT, Assen
Eugenio Lazzarini had wel de snelste trainingstijd, maar bij de start was hij als voorlaatste vertrokken. De leiding werd genomen door Ángel Nieto, Bruno Kneubühler en Ricardo Tormo. Vanaf dat moment begon het al zo vaak opgevoerde toneelstuk waarvan Nieto de regisseur was. Hij bepaalde waar en wanneer Kneubühler voorbij mocht komen om hem vervolgens weer in te halen. Daardoor bleef het tempo laag en konden Johnny Wickström en Gerhard Waibel aanvankelijk nog redelijk volgen. Nieto wachtte op Lazzarini, onwetend van diens slechte start, maar toen die niet verscheen probeerde hij Tormo op de tweede plaats te krijgen omdat die in de WK-stand minder gevaarlijk was dan Kneubühler. Vijf ronden voor de finish begon de Garelli van Nieto slechter te lopen, maar hij wist Tormo toch nipt voor te blijven. Tormo verklaarde na de race dat hij Nieto wel had kunnen inhalen, maar dat niet gedaan had om zijn 50cc-contract met Garelli niet in gevaar te brengen. Kneubühler had wat problemen met zijn remmen gekregen, maar was vooral gehinderd door de regen van benzine die uit de tankontluchting van Nieto's machine kwam. 
België, Spa-Francorchamps
Hoewel ze goed getraind hadden, startten alle Garelli-coureurs slecht. Eugenio Lazzarini kwam in het middenveld terecht en Ángel Nieto zat nog verder naar achteren. Ricardo Tormo en Pier Paolo Bianchi voerden het veld aan voor Bruno Kneubühler, August Auinger en Johnny Wickström. Met een nieuw ronderecord reed Lazzarini in de vierde ronde naar de leiding van de race, terwijl Auinger en Bianchi uitvielen. Uiteindelijk verdrong Nieto Kneubühler van de tweede plaats, maar zijn achterstand op Lazzarini was te groot om hem nog van de overwinning af te houden. Kneubühler verloor echter ook zijn vierde plaats aan Wickström toen hij door een gebroken krukas uitviel. 
Groot-Brittannië, Silverstone
Door het uitvallen van Eugenio Lazzarini, die zeer waarschijnlijk ook niet in de Zweedse GP zou starten, had Ángel Nieto plotseling aan een derde plaats genoeg om wereldkampioen te worden. Tijdens de trainingen had hij zich vooral beziggehouden met het wegwijs maken van teamgenoot Fausto Gresini, die het circuit nog niet kende. Erich Klein had de beste start, maar viel al in de tweede ronde, waardoor Ricardo Tormo aan de leiding kwam. Nieto, Pier Paolo Bianchi en August Auinger hadden een slechte start; de kopgroep bestond naast Tormo uit Hans Müller, Bruno Kneubühler en Willy Pérez. Nieto vond aansluiting bij deze groep, maar bemoeide zich voorlopig niet met de strijd om de posities. Pas in de laatste ronde nam hij de leiding over en won hij de race met slechts 0,1 seconde voorsprong op Kneubühler. 
Zweden, Anderstorp
De 250cc-race - normaal de spannendste van een GP - was nogal saai verlopen, maar doordat Eugenio Lazzarini en Ángel Nieto niet startten kon de 125cc-race die rol overnemen. Hier ontstond een kopgroep met Hans Müller, Ricardo Tormo, August Auinger, Maurizio Vitali en Johnny Wickström, die zelfs nog groter werd toen ook Fausto Gresini, Pier Paolo Bianchi, Willy Pérez, Pierluigi Aldrovandi en ten slotte Bruno Kneubühler aansloten. De posities wisselden voortdurend, maar uiteindelijk gaf de routine van de 38-jarige Kneubühler de doorslag: hij won voor Gresini en Auinger en was daardoor al bijna zeker van een tweede plaats in de eindrangschikking. 
San Marino, Imola
Nu Eugenio Lazzarini niet kon starten was Bruno Kneubühler zeker van de tweede plaats in de eindstand. Garelli kon theoretisch de constructeurstitel nog verliezen aan MBA, en daarom werden er drie fabriekscoureurs ingezet: Ángel Nieto, Lazzarini en Fausto Gresini, maar door het wegvallen van Lazzarini moesten twee man het karwei klaren. Aanvankelijk leek dat niet moeilijk, vooral toen koploper Ricardo Tormo in de zevende ronde door een vastloper uitviel. De strijd om de leiding ging tussen Maurizio Vitali en Fausto Gresini, maar die viel uit toen zijn ketting afliep door een kapot achterwiellager. Nieto begreep zijn opdracht, reed een nieuw ronderecord en sloot aan bij Vitali, tot hij ten val kwam, eveneens door een vastloper. Nu bleven er alleen nog MBA's aan de leiding over en verloor Garelli de constructeurstitel alsnog. Vitali won zijn eerste Grand Prix, voor Hans Müller en Pierluigi Aldrovandi.

### Uitslagen 125cc-klasse
|    | Datum       | Race                    | Circuit           | 1e                | 2e                 | 3e                   | Poleposition       | Snelste ronde        |
| -- | ----------- | ----------------------- | ----------------- | ----------------- | ------------------ | -------------------- | ------------------ | -------------------- |
| 1  | 3 april     | GP van Frankrijk        | Le Mans           | Ricardo Tormo     | Jean-Claude Selini | Maurizio Vitali      | Ricardo Tormo      | Pierluigi Aldrovandi |
| 2  | 24 april    | GP des Nations          | Monza             | Ángel Nieto       | Eugenio Lazzarini  | Ezio Gianola         | Ángel Nieto        | Ángel Nieto          |
| 3  | 8 mei       | GP van Duitsland        | Hockenheim        | Ángel Nieto       | Eugenio Lazzarini  | Pier Paolo Bianchi   | Eugenio Lazzarini  | Ángel Nieto          |
| 4  | 22 mei.     | GP van Spanje           | Jarama            | Ángel Nieto       | Eugenio Lazzarini  | Pier Paolo Bianchi   | Maurizio Vitali    | Eugenio Lazzarini    |
| 5  | 29 mei      | GP van Oostenrijk       | Salzburgring      | Ángel Nieto       | Eugenio Lazzarini  | Pier Paolo Bianchi   | Eugenio Lazzarini  | Ángel Nieto          |
| 6  | 12 juni     | GP van Joegoslavië      | Rijeka            | Bruno Kneubühler  | Maurizio Vitali    | Stefano Caracchi     | Fausto Gresini     | Bruno Kneubühler     |
| 7  | 25 juni     | Dutch TT                | Assen             | Ángel Nieto       | Ricardo Tormo      | Bruno Kneubühler     | Eugenio Lazzarini  | Ángel Nieto          |
| 8  | 3 juli      | GP van België           | Spa-Francorchamps | Eugenio Lazzarini | Ángel Nieto        | Ricardo Tormo        | Pier Paolo Bianchi | Eugenio Lazzarini    |
| 9  | 31 juli     | GP van Groot-Brittannië | Silverstone       | Ángel Nieto       | Bruno Kneubühler   | Hans Müller          | Ricardo Tormo      | Ángel Nieto          |
| 10 | 7 augustus  | GP van Zweden           | Anderstorp        | Bruno Kneubühler  | Fausto Gresini     | August Auinger       | Ricardo Tormo      | Ricardo Tormo        |
| 11 | 4 september | GP van San Marino       | Imola             | Maurizio Vitali   | Hans Müller        | Pierluigi Aldrovandi | Ricardo Tormo      | Ángel Nieto          |

### Eindstand 125cc-klasse
| Pos. | Coureur              | Merk        | Ptn. |
| ---- | -------------------- | ----------- | ---- |
| 1    | Ángel Nieto          | Garelli     | 102  |
| 2    | Bruno Kneubühler     | MBA         | 76   |
| 3    | Eugenio Lazzarini    | Garelli     | 67   |
| 4    | Maurizio Vitali      | MBA         | 59   |
| 5    | Ricardo Tormo        | MBA         | 52   |
| 6    | Hans Müller          | Seel-MBA    | 43   |
| 7    | Johnny Wickström     | MBA         | 42   |
| 8    | Pier Paolo Bianchi   | Sanvenero   | 40   |
| 9    | Fausto Gresini       | MBA/Garelli | 37   |
| 10   | August Auinger       | MBA         | 30   |
| 11   | Pierluigi Aldrovandi | MBA         | 30   |
| 12   | Gerhard Waibel       | Seel-MBA    | 22   |
| 13   | Jean-Claude Selini   | MBA         | 20   |
| 14   | Stefano Caracchi     | MBA         | 19   |

| Pos. | Coureur                | Merk | Ptn. |
| ---- | ---------------------- | ---- | ---- |
| 15   | Willy Pérez            | MBA  | 16   |
| 16   | Lucio Pietroniro       | MBA  | 16   |
| 17   | Henk van Kessel        | MBA  | 12   |
| 18   | Ezio Gianola           | MBA  | 10   |
| 19   | Thomas Møller-Pedersen | MBA  | 6    |
| 20   | Erich Klein            | MBA  | 6    |
| 21   | Jikka Jaakkola         | MBA  | 5    |
| 21   | Libero Piccirillo      | MBA  | 5    |
| 23   | Giuseppe Ascareggi     | MBA  | 3    |
| 23   | Stefan Dörflinger      | MBA  | 3    |
| 25   | Hugo Vignetti          | MBA  | 2    |
| 26   | Patrick Lagrive        | MBA  | 1    |
| 26   | Jacky Hutteau          | MBA  | 1    |
| 26   | Anton Straver          | MBA  | 1    |

### Constructeurstitel 125cc-klasse
De constructeurstitel werd aan MBA toegekend.

## 50cc-klasse
De strijd in de 50cc-klasse speelde zich vooral af tussen Stefan Dörflinger (Kreidler) en Eugenio Lazzarini (Garelli). Lazzarini nam in de eerste helft van het seizoen de leiding, vanwege een 0-puntenrace van Dörflinger in Italië, maar hij raakte in Joegoslavië geblesseerd. Na de TT van Assen stonden ze allebei op 69 punten waardoor de beslissing in de laatste race in Imola moest vallen. Lazzarini brak tijdens de training een sleutelbeen waardoor Dörflinger al vóór de race wereldkampioen was. Die doopte zijn machine echter om naar "Krauser-Kreidler". Daarmee voorkwam hij dat de constructeurstitel naar het failliete Kreidler zou gaan. 
Frankrijk, Le Mans
De coureurs van de 50cc-klasse die de Franse GP moest openen stonden bibberend van de kou in de stromende regen aan de start. Stefan Dörflinger startte als snelste en liet vanaf het begin het hele veld snel achter zich. Zij grootste concurrent Eugenio Lazzarini kreeg zijn Garelli pas aan de praat toen Dörflinger al ongeveer een kilometer had afgelegd. Hagen Klein lag op de tweede plaats met een kleine voorsprong op een groepje met Paul Rimmelzwaan, Ingo Emmerich en aanvankelijk ook Hans Spaan, die echter uitviel door een afgebroken demper. Die hele groep, inclusief Klein, werd echter voorbijgereden door Lazzarini, die zijn enorme achterstand had goedgemaakt, maar toch nog driekwart minuut achter Dörflinger finishte. 
Nations Grand Prix, Monza
De twee snelsten in de training, Stefan Dörflinger en Eugenio Lazzarini, gingen er na de start van de 50cc-race meteen samen vandoor. In de vierde ronde moest Dörflinger in de pit zijn lekke achterband laten vervangen, waardoor Lazzarini het rijk alleen kreeg. Claudio Lusuardi reed alleen op de tweede plaats, gevolgd door George Looijesteijn. Een paar seconden achter hem werd er gevochten om de vierde plaats tussen Reiner Scheidauer, Hans Spaan en Hagen Klein. Dörflinger verloor ruim 2 minuten in de pit, wist zich terug te vechten naar de elfde plaats, maar dat leverde hem geen punten op. 
Duitsland, Hockenheim
Stefan Dörflinger was in de training al duidelijk sneller geweest dan Eugenio Lazzarini, maar liep in de wedstrijd niet echt van hem weg. Dörflinger probeerde Lazzarini tot een duel te verleiden, maar die kon daar door problemen met zijn schakelpedaal niet aan meedoen. Zodoende bleef Dörflinger ongeveer vijftig meter voor Lazzarini rijden en was de afstand op de finish ook niet erg groot. Gerhard Bauer reed de hele race eenzaam op de derde plaats, maar achter hem was een echte strijd aan de gang tussen Ingo Emmerich, Hagen Klein, Rainer Kunz, George Looijesteijn, Rainer Scheidauer, Gerhard Singer, Hans Spaan en Theo Timmer. Vooral Looijesteijn en Kunz hadden het met elkaar aan de stok. Zij raakten elkaar een aantal malen, waardoor zelfs de stroomlijnruit van Looijesteijn kapot ging. In de laatste remactie wist Looijesteijn toch de vierde plaats te grijpen. 
Spanje, Jarama
Tijdens de training in Spanje had het nog geregend en Stefan Dörflinger hoopte ook op regen in de race. Hij had namelijk een flinke griep en hoefde zo niet voluit te gaan. De regen bleef echter uit en er kwam dan ook geen echte strijd om de eerste plaats. Eugenio Lazzarini had na twee ronden al 10 seconden voorsprong en op de finish bijna het dubbele. George Looijesteijn leek te profiteren van de ziekte van Dörflinger, want hij reed aanvankelijk op de tweede plaats. In de vierde ronde werd hij gepasseerd door Dörflinger en later ook door Jorge Martínez, Claudio Lusuardi en Gerhard Bauer. Martínez en Lusuardi zorgden voor de meeste spanning en finishten slechts 0,09 seconde na elkaar. Lazzarini had nu aan drie tweede plaatsen genoeg om wereldkampioen te worden.
Joegoslavië, Rijeka
Hans Spaan had in eerste instantie niet veel aan zijn vijfde startpositie, want zijn Kreidler sloeg pas aan toen de rest van het veld al door de eerste bocht was. Ricardo Tormo, als invaller op de Garelli van Eugenio Lazzarini, leidde het veld. Stefan Dörflinger was ook al slecht weg en moest een drietal rijders passeren om op de tweede plaats terecht te komen. Spaan wist echter al in de zesde ronde de derde plaats te bereiken en hij besloot daar te blijven om Rainer Kunz te bestuderen en een plaats te bepalen om hem in te halen. Twee ronden voor het einde bleek dat men zich bij Garelli blijkbaar misrekend had met het brandstofverbruik van Tormo, want hij viel zonder benzine stil. Dörflinger won dus alsnog en Spaan passeerde inderdaad in de twaalfde en laatste ronde Kunz, waardoor hij tweede werd. 
Dutch TT, Assen
De beide Garelli-rijders Eugenio Lazzarini en Ricardo Tormo kwamen niet goed weg bij de start, waardoor Stefan Dörflinger de leiding nam voor George Looijesteijn, Hagen Klein, Claudio Lusuardi en Paul Rimmelzwaan. Na twee ronden zat Lazzarini al op de tweede plaats vlak achter Dörflinger en Tormo kwam ook snel naar voren. Looijesteijn (vastloper) en Rimmelzwaan (motor te heet) vielen allebei uit. In de vierde ronde nam Lazzarini de leiding over van Dörflinger, die zich leek te beperken tot volgen om in de laatste ronde toe te slaan. Zijn aanval kwam echter net te laat en Lazzarini won met 0,3 seconde voorsprong. De spanning in de 50cc-klasse bereikte haar hoogtepunt, want met nog slechts één race te gaan stonden Dörflinger en Lazzarini nu samen bovenaan in het kampioenschap.
San Marino, Imola
Voor Eugenio Lazzarini en het Italiaanse publiek was de deceptie al voor de start groot: Lazzarini stond in een gipskorset naar de start te kijken en de wereldtitel was al voor Stefan Dörflinger. Die wilde met een overwinning de allerlaatste 50cc-Grand Prix uit de geschiedenis afsluiten, maar Ricardo Tormo stak daar een stokje voor, ook al omdat Dörflinger zeer slecht startte. Dörflinger werd wel tweede en daarom richtte de spanning zich op de strijd om de derde plaats, die uiteindelijk werd beslist in het voordeel van Claudio Lusuardi, die nu ook de derde plaats in de eindstand overnam. 

### Uitslagen 50cc-klasse
|   | Datum       | Race               | Circuit    | 1e                | 2e                | 3e                  | Poleposition      | Snelste ronde     |
| - | ----------- | ------------------ | ---------- | ----------------- | ----------------- | ------------------- | ----------------- | ----------------- |
| 1 | 3 april     | GP van Frankrijk   | Le Mans    | Stefan Dörflinger | Eugenio Lazzarini | Hagen Klein         | Stefan Dörflinger | Stefan Dörflinger |
| 2 | 24 april    | GP des Nations     | Monza      | Eugenio Lazzarini | Claudio Lusuardi  | George Looijesteijn | Eugenio Lazzarini | Eugenio Lazzarini |
| 3 | 8 mei       | GP van Duitsland   | Hockenheim | Stefan Dörflinger | Eugenio Lazzarini | Gerhard Bauer       | Stefan Dörflinger | Stefan Dörflinger |
| 4 | 22 mei.     | GP van Spanje      | Jarama     | Eugenio Lazzarini | Stefan Dörflinger | Jorge Martínez      | Eugenio Lazzarini | Eugenio Lazzarini |
| 5 | 12 juni     | GP van Joegoslavië | Rijeka     | Stefan Dörflinger | Hans Spaan        | Rainer Kunz         | Eugenio Lazzarini | Ricardo Tormo     |
| 6 | 25 juni     | Dutch TT           | Assen      | Eugenio Lazzarini | Stefan Dörflinger | Ricardo Tormo       | Stefan Dörflinger | Eugenio Lazzarini |
| 7 | 4 september | GP van San Marino  | Imola      | Ricardo Tormo     | Stefan Dörflinger | Claudio Lusuardi    | Stefan Dörflinger | Ricardo Tormo     |

### Eindstand 50cc-klasse
| Pos. | Coureur             | Merk                      | Ptn. |
| ---- | ------------------- | ------------------------- | ---- |
| 1    | Stefan Dörflinger   | Kreidler/Krauser-Kreidler | 81   |
| 2    | Eugenio Lazzarini   | Garelli                   | 69   |
| 3    | Claudio Lusuardi    | Villa                     | 38   |
| 4    | Hans Spaan          | Kreidler                  | 34   |
| 5    | George Looijesteijn | Kreidler/Garelli          | 34   |
| 6    | Hagen Klein         | FKN-Kreidler              | 33   |
| 7    | Ricardo Tormo       | Garelli                   | 25   |
| 8    | Rainer Kunz         | FKN-Kreidler              | 21   |
| 9    | Gerhard Bauer       | Ziegler                   | 20   |
| 10   | Theo Timmer         | Casal                     | 17   |
| 11   | Reiner Scheidhauer  | Kreidler                  | 17   |
| 12   | Ingo Emmerich       | Kreidler                  | 14   |
| 13   | Jorge Martínez      | Bultaco                   | 10   |

| Pos. | Coureur            | Merk      | Ptn. |
| ---- | ------------------ | --------- | ---- |
| 14   | Zdravko Matulja    | Tomos     | 8    |
| 15   | Paul Rimmelzwaan   | Roton     | 6    |
| 16   | Gerhard Singer     | Kreidler  | 6    |
| 17   | Otto Machinek      | Kreidler  | 6    |
| 18   | Paul Bordes        | Moto 2L   | 5    |
| 19   | Giuseppe Ascareggi | Minarelli | 4    |
| 20   | Jos van Dongen     | Kreidler  | 4    |
| 21   | Daniel Mateos      | Kreidler  | 3    |
| 22   | Hans Koopman       | Kreidler  | 2    |
| 22   | Mario Stocco       | Kreidler  | 2    |
| 22   | Paolo Priori       | Paolucci  | 2    |
| 25   | Massimo De Lorenzi | Minarelli | 1    |

### Constructeurstitel 50cc-klasse
De constructeurstitel werd aan Garelli toegekend.

## Zijspanklasse
Zoals ook in het voorgaande seizoen waren Rolf Biland en Kurt Waltisperg alleen door hun eigen motorpech af en toe te stoppen, maar ze wonnen zes van de acht races en werden met gemak wereldkampioen. De strijd om de tweede plaats was nog wel spannend. Die werd beslist in het voordeel van Egbert Streuer en Bernard Schnieders ten koste van Werner Schwärzel en Andreas Huber. Schwärzel had gekozen voor een Seymaz-chassis, maar kwam er al vroeg in het seizoen achter dat die machine niet opgewassen was tegen de combinaties van Louis Christen. 
Frankrijk, Le Mans
Egbert Streuer/Bernard Schnieders reden heel even aan de leiding, maar werden al snel gepasseerd door Rolf Biland/Kurt Waltisperg, die weer niet bij te houden waren. Streuer had al moeite genoeg om zijn tweede plaats te verdedigen tegen Werner Schwärzel/Andreas Huber, Mick Barton/Simon Birchall en Steve Abbott/Shaun Smith. Die laatsten waren bijzonder wild aan het rijden en torpedeerden de combinatie van Streuer/Schnieders. Abbott vloog daarbij over de kop, maar Streuer kon met een zwaar beschadigde uitlaat zijn race nog even voortzetten, tot de motor door die beschadigde uitlaat vastliep. Alain Michel was met zijn oude bakkenist Claude Monchaud al kansloos door zijn slechte start, maar viel ook uit. Zo reed Barton naar de tweede plaats met driekwart minuut achterstand op Biland, terwijl Schwärzel slechts derde werd. 
Nations Grand Prix, Monza
Voor de zijspanklasse was de bandenkeuze geen probleem: het regende de hele race door. Rolf Biland/Kurt Waltisperg waren in de training vier seconden sneller dan de rest en namen meteen de leiding in de race. Egbert Streuer/Bernard Schnieders, die al de hele week geplaagd werden door technische problemen, wisten de tweede plaats te pakken voor Werner Schwärzel/Andreas Huber. Na negen ronden viel Schwärzel echter uit waardoor Streuer een zekere tweede plaats leek te behalen. In de laatste ronde, slechts 300 meter voor de finish, stond plotseling de LCR van Biland met een vastgelopen motor in het gras. Streuer/Schnieders wonnen voor Alain Michel/Claude Monchaud en Derek Jones/Brian Ayres. 
Oostenrijk, Salzburgring
In het begin van de zijspanrace gedoogden Rolf Biland/Kurt Waltisperg nog een paar combinaties in hun buurt, zodat het leek op een strijd met Werner Schwärzel, Egbert Streuer en Masato Kumano. Kumano crashte echter en daarna ging Biland ervandoor om met een halve minuut voorsprong te winnen. Streuer's machine kwam wat acceleratie tekort en hij besloot te kiezen voor de tien punten van de derde plaats, achter Schwärzel. 
Dutch TT, Assen
Kort voor de start moesten Alain Michel en Claude Monchaud een reparatie aan hun koppeling uitvoeren en ze kwamen bij de start niet goed weg. Dat deden Rolf Biland en Kurt Waltisperg wel, gevolgd door Egbert Streuer en Bernard Schnieders. Die laatsten stonden nog tijdens de eerste ronde stil omdat hun brandstofpomp dienst weigerde. Na enkele klappen deed de pomp het weer, maar bij het rijden slipte de koppeling, die te heet was geworden. Streuer reed de pit in om de koppeling te laten afkoelen en hervatte de race juist op het moment dat koploper Biland passeerde. Biland had in de eerste ronde al een enorme voorsprong opgebouwd op Werner Schwärzel/Andreas Huber en kon het zich permitteren samen met Streuer een schijngevecht te leveren. Streuer - feitelijk met een ronde achterstand - passeerde Biland enkele malen en Biland speelde het spel mee door de leiding weer terug te nemen. Na tien ronden gaf Streuer de strijd op. 
België, Spa-Francorchamps
Egbert Streuer had een zeer slechte start in België en verklaarde later dat hij dacht dat het teken "vijf seconden voor de start" net was gegeven toen iedereen al aan het aanduwen was. Rolf Biland reed zoals gewoonlijk aan kop en sloeg meteen een flink gat met Streuer en de nogal wild sturende Pentti Niinivaara. De eveneens slecht gestarte Alain Michel nam de derde plaats over van Niinivaara. Voor Streuer was het gat met Biland te groot om nog een aanval in te zetten, maar hij liep wel weer wat meer in op Werner Schwärzel, die vierde werd. 
Groot-Brittannië, Silverstone
Rolf Biland deed er in de trainingen alles aan om de snelste tijd van Egbert Streuer te verbeteren. Uiteindelijk monteerde hij zelfs speciale kwalificatiebanden, maar hij verdrong Streuer niet van de poleposition. Streuer startte echter zeer slecht en zo kwam Biland na de eerste ronde als eerste door, voor Derek Jones en Alain Michel. Na vijf ronden zakte Biland terug naar de derde plaats, naar later bleek omdat zijn motor voldoende toeren maakte. Michel leidde nu voor Jones, maar in de 17e ronde sloot Streuer eindelijk aan bij de kopgroep en nam hij de leiding in de race over. Michel zag meteen in dat het volgen van Streuer zinloos was en stelde zich tevreden met de tweede plaats. Biland was toen vijfde, maar vlak voor de finish nam hij de vierde plaats over van Steve Webster. 
Zweden, Anderstorp
Rolf Biland startte het snelst in Zweden, maar Egbert Streuer miste de aansluiting omdat hij drie ronden nodig had om Werner Schwärzel te passeren. Daarmee was ook meteen de spanning uit de race, want Streuer besefte dat Biland achtervolgen geen zin had omdat die nog steeds niet op volle snelheid reed. Streuer kon op zijn gemak tweede worden, bijna een halve minuut vóór Schwärzel. Rolf Biland en Kurt Waltisperg stelden met hun overwinning hun tweede gezamenlijke wereldtitel veilig. 
San Marino, Imola
Alain Michel maakte met zijn snelste trainingstijd al duidelijk dat hij het seizoen met ten minste één overwinning wilde afsluiten. Egbert Streuer daarentegen kon niet echt een vuist maken, want hij was al de hele week ziek. Na het vallen van de vlag gingen Michel, Rolf Biland, Werner Schwärzel en Streuer er samen vandoor, maar Streuer besloot al snel dat hij aan de vierde plaats genoeg had om tweede in het kampioenschap te blijven en liet de drie Krauser-combinaties gaan. Die leverden twintig ronden lang een mooi gevecht, maar uiteindelijk won Biland toch, voor Michel en Schwärzel.

### Uitslagen zijspanklasse
|   | Datum       | Race                    | Circuit           | 1e                                  | 2e                                  | 3e                                  | Poleposition                        | Snelste ronde                       |
| - | ----------- | ----------------------- | ----------------- | ----------------------------------- | ----------------------------------- | ----------------------------------- | ----------------------------------- | ----------------------------------- |
| 1 | 3 april     | GP van Frankrijk        | Le Mans           | Rolf Biland / Kurt Waltisperg       | Mick Barton / Simon Birchall        | Werner Schwärzel / Andreas Huber    | Rolf Biland / Kurt Waltisperg       | Rolf Biland / Kurt Waltisperg       |
| 2 | 8 mei       | GP van Duitsland        | Hockenheim        | Egbert Streuer / Bernard Schnieders | Alain Michel / Claude Monchaud      | Derek Jones / Brian Ayres           | Rolf Biland / Kurt Waltisperg       | Rolf Biland / Kurt Waltisperg       |
| 3 | 29 mei      | GP van Oostenrijk       | Salzburgring      | Rolf Biland / Kurt Waltisperg       | Werner Schwärzel / Andreas Huber    | Egbert Streuer / Bernard Schnieders | Rolf Biland / Kurt Waltisperg       | Alain Michel / Claude Monchaud      |
| 4 | 25 juni     | Dutch TT                | Assen             | Rolf Biland / Kurt Waltisperg       | Werner Schwärzel / Andreas Huber    | Masato Kumano / Kunio Takeshima     | Rolf Biland / Kurt Waltisperg       | Rolf Biland / Kurt Waltisperg       |
| 5 | 3 juli      | GP van België           | Spa-Francorchamps | Rolf Biland / Kurt Waltisperg       | Egbert Streuer / Bernard Schnieders | Alain Michel / Claude Monchaud      | Rolf Biland / Kurt Waltisperg       | Rolf Biland / Kurt Waltisperg       |
| 6 | 31 juli     | GP van Groot-Brittannië | Silverstone       | Egbert Streuer / Bernard Schnieders | Alain Michel / Claude Monchaud      | Derek Jones / Brian Ayres           | Egbert Streuer / Bernard Schnieders | Egbert Streuer / Bernard Schnieders |
| 7 | 7 augustus  | GP van Zweden           | Anderstorp        | Rolf Biland / Kurt Waltisperg       | Egbert Streuer / Bernard Schnieders | Werner Schwärzel / Andreas Huber    | Rolf Biland / Kurt Waltisperg       | Rolf Biland / Kurt Waltisperg       |
| 8 | 4 september | GP van San Marino       | Imola             | Rolf Biland / Kurt Waltisperg       | Alain Michel / Claude Monchaud      | Werner Schwärzel / Andreas Huber    | Alain Michel / Claude Monchaud      | Rolf Biland / Kurt Waltisperg       |

### Eindstand zijspanklasse
| Pos. | Coureur              | Bakkenist                         | Merk                  | Ptn. |
| ---- | -------------------- | --------------------------------- | --------------------- | ---- |
| 1    | Rolf Biland          | Kurt Waltisperg                   | Krauser-LCR-Yamaha    | 98   |
| 2    | Egbert Streuer       | Bernard Schnieders                | LCR-Yamaha            | 72   |
| 3    | Werner Schwärzel     | Andreas Huber                     | Krauser-Seymaz-Yamaha | 67   |
| 4    | Alain Michel         | Claude Monchaud                   | Krauser-LCR-Yamaha    | 57   |
| 5    | Masato Kumano        | Kunio Takeshima                   | LCR-Yamaha            | 39   |
| 6    | Derek Jones          | Brian Ayres                       | LCR-Yamaha            | 34   |
| 7    | Frank Wrathall       | Phil Spendlove                    | Seymaz-Yamaha         | 22   |
| 8    | Trevor Ireson        | Ashley Wooller en Donnie Williams | Ireson-Yamaha         | 20   |
| 9    | Theo van Kempen      | Geral de Haas                     | LCR-Yamaha            | 18   |
| 10   | Alfred Zurbrügg      | Martin Zurbrügg                   | Seymaz-Yamaha         | 15   |
| 11   | Mick Barton          | Simon Birchall                    | Windle-Yamaha         | 13   |
| 12   | Hermann Huber        | Wolfgang Möckel                   | LCR-Yamaha            | 11   |
| 13   | Hein van Drie        | Willem van Dis                    | LCR-Yamaha            | 11   |
| 14   | Pentti Niinivaara    | Vesa Bienek                       | LCR-Yamaha            | 7    |
| 15   | Egon Schons          | Eckart Rösinger                   | Busch-Yamaha          | 7    |
| 16   | Steve Webster        | Tony Hewitt                       | Yamaha                | 6    |
| 17   | Wolfgang Stropek     | Hans-Peter Demling                | LCR-Yamaha            | 6    |
| 18   | Siegfried Berger     | Edwin Berger                      | Ohrmann-Yamaha        | 4    |
| 18   | Martin Kooij         | Raimond van den Groep             | Kova-Yamaha           | 4    |
| 20   | Hans Hügli           | Pierre Gonin en Karl Paul         | Seymaz-Yamaha         | 4    |
| 20   | Amedeo Zini          | Carlo Sonaglia en Guido Sala      | LCR-Yamaha            | 4    |
| 22   | Dennis Bingham       | Julia Bingham                     | Padgett-Yamaha        | 3    |
| 23   | Jos Modder           | Erik De Groot                     | LCR-Yamaha            | 2    |
| 23   | Keith Cousins        | Phil Hookham                      | Yamaha                | 2    |
| 25   | Jean-François Monnin | Karl Paul                         | Seymaz-Yamaha         | 1    |
| 25   | Steve Abbott         | Shaun Smith en Donnie Williams    | Seymaz-Yamaha         | 1    |

### Constructeurstitel zijspanklasse
De constructeurstitel werd aan LCR-Yamaha toegekend.